# Коцебју (Аљаска)
Коцебју или Коцебу (енгл. Kotzebue) град је у америчкој савезној држави Аљаска.

## Демографија
По попису из 2010. године број становника је 3.201, што је 119 (3,9%) становника више него 2000. године.
| Група                 | 2000.         | 2010.         |
| Амерички староседеоци | 2.194 (71,2%) | 2.355 (73,6%) |
| Белци                 | 594 (19,3%)   | 499 (15,6%)   |
| Афроамериканци        | 10 (0,3%)     | 29 (0,9%)     |
| Азијати               | 56 (1,8%)     | 40 (1,2%)     |
| Хиспаноамериканци     | 36 (1,2%)     | 43 (1,3%)     |
| Укупно                | 3.082         | 3.201         |